# 作家マゾッホ愛の日々
作家マゾッホ愛の日々（さっかまぞっほあいのひび、Masoch）は、ザッヘル＝マゾッホの半生を描いた1980年のイタリア映画。監督はフランコ・ブロジ・タヴィアーニ（1941年ー　）で、タヴィアーニ兄弟の弟。日本公開は1983年。
これに触発された「インスパイアド・ノベル」としてフィリップ・ペランが『作家マゾッホ愛の日々』を書いており、日本語訳されている（黒主南訳、富士見ロマン文庫、1982）。

## 出演
- マゾッホ・・・パオロ・マルコ
- ワンダ（アウローラ・ルーメリン）・・・フランチェスコ・ダ・サピオ[1]